# Derek Jarman
Derek Jarman (Northwood, Hillingdon, Londres, 31 de gener de 1942 − Londres, 19 de febrer de 1994) va ser un director de cinema, escenògraf, artista plàstic i escriptor anglès.

## Biografia
Fill d'un oficial de la RAF (originari de Nova Zelanda) i d'una estudiant d'Arts (nascuda a l'Índia) que treballà per un temps pel couturier Norman Hartnell, estudià a partir de 1960 en el King's College de Londres. Després estudià quatre anys en la Slade School of Art des de 1963. Tenia el seu estudi en Butler's Wharf, Londres, i formà part del cercle social d'Andrew Logan durant la dècada del 1970.
Escriptor, poeta, actor (actuà en Juli Cèsar (obra) de Shakespeare, un dels seus autors preferits intensament al llarg de la seva vida), escenògraf, dissenyador, cineasta, pintor i activista pels drets dels homosexuals, és reconegut mundialment per la qualitat de les seves obres. Exemple d'això és la seva primera pel·lícula de 1976, Sebastiane, parlada totalment en llatí.
El 22 de desembre de 1986 va ser diagnosticat amb el VIH i es va fer més notori en donar a conèixer la seva condició de seropositiu públicament. La seva malaltia el portà a traslladar-se a Prospect Cottage (Dungeness), prop de la planta nuclear. Morí el 1994 per una malaltia relacionada amb la sida. A la seva mort, el grup de rock anglès Chumbawamba va publicar el seu tema Song for Derek Jarman en honor seu.

## Filmografia
Les seves pel·lícules més destacades són:
- Sebastiane (1976)
- Jubilee (1977)
- The Tempest (1979)
- Imagining October (1984)
- The Angelic Conversation (1985)
- Caravaggio (1986)
- The Last of England (1987)
- War Requiem  (1989)
- The Garden (1990)[5]
- Edward II (1991)
- Wittgenstein  (1993)
- Blue (1993)
- Glitterbug  (1994)

### Vídeos musicals
- Sex Pistols: The Sex Pistols Number One (1976). Filmacions en viu.
- The Smiths: The Queen is Dead, Panic, There is a Light That Never Goes Out, Ask (1986).
- Pet Shop Boys: It's a Sin i Rent.

## Premis i nominacions
Nominacions
- 1986: Os d'Or per Caravaggio
- 1987: Palma d'Or per Aria
- 1991: Lleó d'Or per Edward II